# La bañista con el grifón
La bañista con el grifón (Lise a la orilla del Sena) es un óleo sobre lienzo del maestro francés Pierre-Auguste Renoir presentado en el Salón de París de 1870.
Los jóvenes impresionistas no dudaron en sus comienzos en buscar el éxito presentando sus obras en el prestigioso Salón oficial, recibiendo a menudo el rechazo del jurado, que desestimaba sus obras como impresentables. La cuestión llegó al punto de que en 1863 se creó el paralelo Salón de los Rechazados, donde se presentó la obra Desayuno sobre la hierba, de Manet, un auténtico manifiesto de los nuevos pintores.
Renoir quería triunfar en el Salón y, tras varios intentos, en 1870 es aceptada su Bañista con el grifón, obra que concibió expresamente para su exhibición en el Salón, buscando a posta el clasicismo que tanto admiraban los miembros del jurado. La obra recuerda así a las Venus de Tiziano, y también a la pintura galante dieciochesca en el perrito, el ambiente y la mujer en segundo plano mirando a la joven burguesa, que se ha desvestido para darse un baño en un rincón discreto del río, tapando pudorosamente con una mano los genitales.
Nada hay impresionista en la luz y la figura, recibiendo críticas favorables por sus ecos de Corot y Courbet. Odalisca (Mujer de Argel), heredera del orientalismo de Delacroix, fue presentada junto con ella por el pintor.